# Rudolf Reisner
Rudolf Reisner (Rimavská Sobota (toen: Großsteffelsdorf), 18 september 1904 – Zrenjanin, 19 december 1941) was een Hongaars componist, dirigent en musicus. 

## Levensloop
Reisner groeide met een theater- en circusgroep op. Hij kon al in jonge jaren meerdere muziekinstrumenten bespelen. Reisner behoorde tot de etnische groep van Donau-Zwaben en was later naar het Banaat getrokken en aldaar oprichter en dirigent van vele blaaskapellen te worden. Voor deze meestal kleinere blaasorkesten schreef hij een groot aantal van werken. Zijn zoon Tibor Reisner groeide binnen deze kapellen op, maar studeerde later muziek in Braunschweig en emigreerde vervolgens naar Brazilië.

## Composities

### Werken voor harmonieorkest
- Anna Walzer
- Aurelia Polka
- Der freche Spatz, polka
- Fani, polka
- Frosch, polka
- Gerda-Walzer
- Ida-Polka
- Ilse-Polka
- Kaisermarsch
- Klosterglocken-Walzer
- Mariechen
- Mei Dirndl, ländler
- Mein Liebchen, polka
- Morgenröte, wals
- Nachtzauber, wals
- Ruhe in Frieden, treurmars
- Sieges-Marsch
- Stramm voran, mars
- Stromschnell, polka schnell